# Ваганов, Сергей Леонидович
Сергей Леонидович Ваганов (род. 25 октября 1958, Кокчетав Казахской ССР) — фотожурналист из Донецка. Член Донецкой областной организации национального союза фотохудожников Украины.

## Биография
Родился в семье офицера советской армии, в 1966 году семья переехала в город Жданов (теперь Мариуполь). Начал учиться фотографии у своего отца-фотолюбителя, с 13 лет начал снимать самостоятельно, с 9 класса печатался в городской газете Мариуполя. С 9-10 классов занимался в фотоклубе «Энтузиаст» при газете «Приазовский рабочий».
Окончил Донецкий медицинский институт, после чего в течение пятнадцати лет работал ортопедом-травматологом в Авдеевской городской больнице. Заочно учился на фотокурсах ВГИКа, но на втором году обучения бросил их. В начале 1990-х начал публиковать фотографии в прессе Донецкой области и московской газете «Мегаполис-экспресс». В 1998 году стал внештатно фотографировать для медицинской вкладки в газете «Салон Дона и Баса». В конце 1998 года устроился работать в газету «Салон Дона и Баса» штатным фотографом.
Был фотокорреспондентом следующих СМИ: «Салон Дона и Баса» (1999—2011), «Сегодня», «Московский комсомолец», «Фокус». Сотрудничал со следующими агентствами: Европейское фото-пресс агентство, Associated Press, информационное агентство «Украинские новости», France Press, УНИАН, РИА Новости.
Фотография обгоревшего шахтёра во время аварии на шахте имени Засядько 2000 года попала в рейтинг «Лучших журналистских фотографий 1-го десятилетия XXI века» новостного агентства MSNBC и получила несколько призов. Сделать фотографию помог опыт работы в медицине и автор оказался в «нужное время в нужном месте». Также в дальнейшем Ваганов получил от руководства донецкого ожогового центра эксклюзивное право на съёмку в палатах.
10 декабря 2004 года был избит когда снимал разгром палатки украинской неофициальной общественной молодёжной организации «Пора!».
В 2007 году был принят в Донецкую областную организацию Национального союза фотохудожников Украины.
В 2010 году участвовал в фотопроекте «Фоторепортеры меняют мир к лучшему».

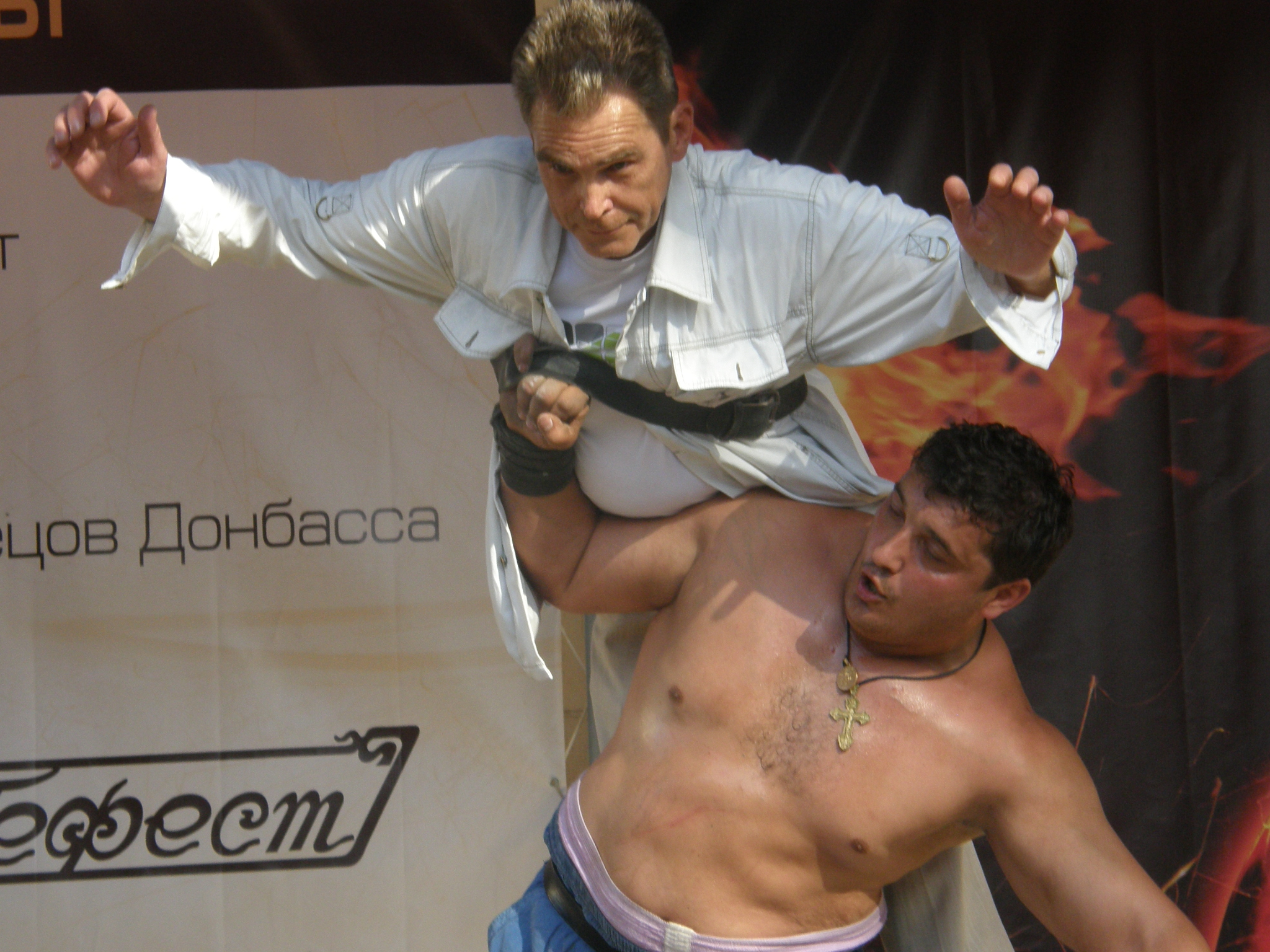
Сергей Ваганов участвует в выступлении Дмитрия Халаджи, 2010 год
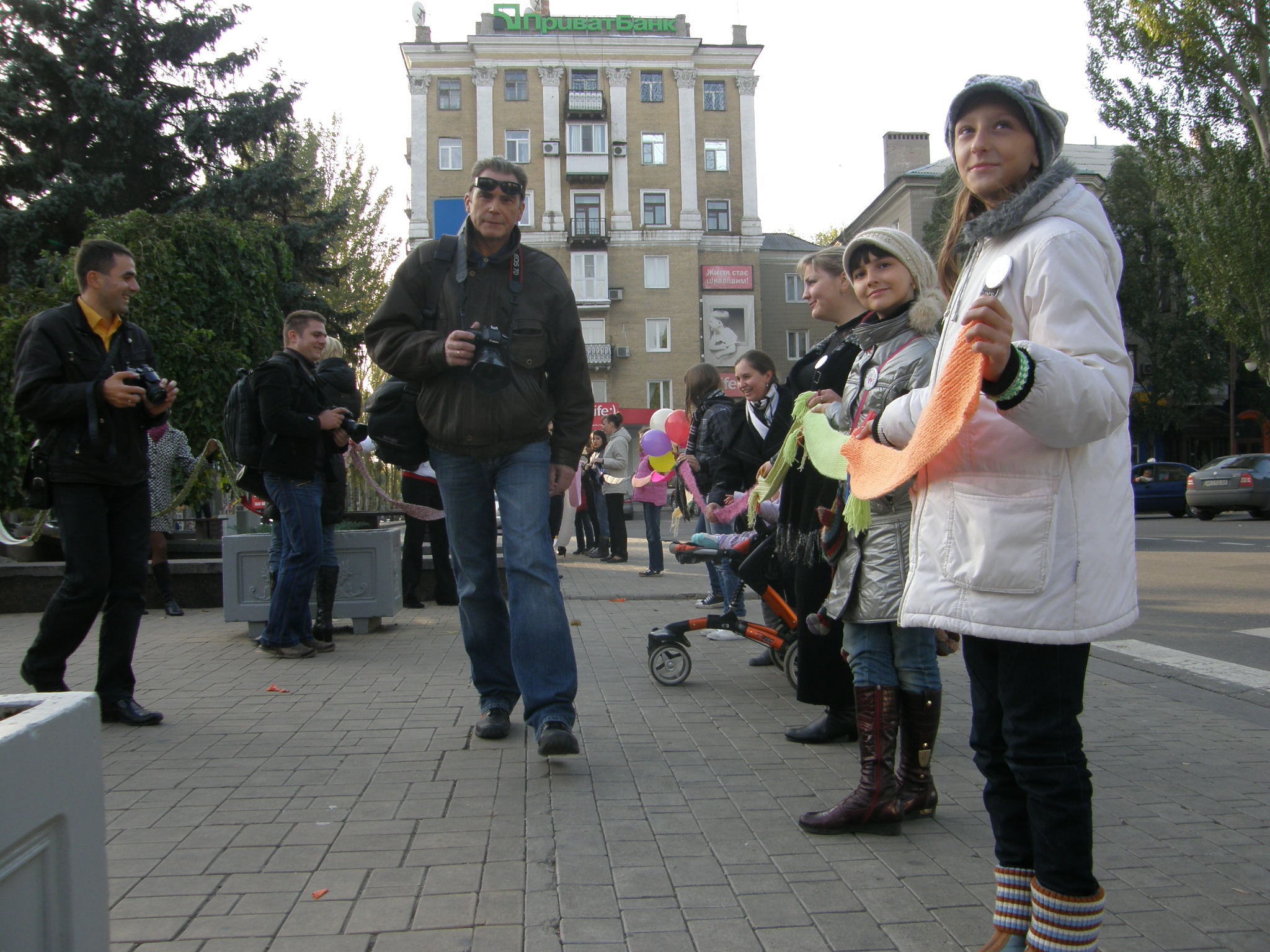
Сергей Ваганов на благотворительной акции «Метры тепла», 2010 год

## Выставки
- 2004 — выставка VI фотоконкурса газеты «День»[12]
- 2005 — «Пейзаж. Люди. Музыка»[13]
- 2007 — «Первополосные кадры». Выставка фотографий, опубликованных в газете «Коммерсант-Украина». Донецк (Донецкий Областной Художественный музей), Киев, Одесса, Львов, Харьков, Запорожье[14][15].
- 2008 — фотовыставка, посвященная освобождению Донбасса[16]
- 2010 — фотовыставка, отображающая процесс подготовку спортивных арен Украины к проведению на них матчей ЕВРО-2012. Киев. Парк имени Тараса Шевченко[17][18].
- 2010 — фотовыставка II Международного журналистского конкурса «Евразия. Социальный портрет»[19]

## Награды
- 2001 — Победитель международного конкурса «Боль»[6]
- 2003 — Первое место на конкурсе газеты «День»
- 2003 — Гран-при Киевской фото-ярмарки
- 2003 — Поощрительный приз конкурса работ журналистской фотографии «ГЛАЗ МЕДИА — Украина»[20]
- 2004 — Первое место в секции для профессионалов на фотоконкурсе «Мой Canon» в рамках Киевской фотоярмарки[6][21]
- 2004 — Главный приз VI фотоконкурса газеты «День»[12]
- 2010 — Победитель десятого Всеукраинского конкурса среди спортивных журналистов «Украина олимпийская» в номинации «Лучшие спортивные фотожурналисты года»[22][23][24][25]
- 2011 — Первое место в секции «Ми фанати» и два вторых места в секциях «Дитячий та юнацький футбол — розвиток і перспективи», «Видатні особистості українського футболу» национального фотоконкурса «Україна грає у футбол»[26]